# Asano Sōichirō
Asano Sōichirō est un nom japonais traditionnel ; le nom de famille (ou le nom d'école), Asano, précède donc le prénom (ou le nom d'artiste).
Asano Sōichirō (浅野 総一郎, 13 avril 1848 - 9 novembre 1930) est un homme d'affaires japonais fondateur d'un certain nombre de sociétés, dont ce qui est devenu l'actuelle JFE Holdings.
Issu d'une famille de samouraïs de la région de Toyama, il est le fils du docteur Asano Taijun. Y-DNA D1a2a1a2b1a1a8a (D-CTS4093) . Son nom est d'abord Asano Taijiro. Il acquiert les « Fukagawa Cement Works » en 1884, avec l'aide de Shibusawa Eiichi, et diversifie ses intérêts commerciaux dans ce qui devient finalement un zaibatsu mineur (« mineur » parce qu'il ne comprend pas de banque). Asano est appelé « le roi du ciment de l'ère Meiji. »
Asano met également en place le précurseur de la ligne Tsurumi des Japan Railways, située entre Tokyo et Yokohama. La gare d'Asano (en) lui doit son nom.

## Source de la traduction
- (en) Cet article est partiellement ou en totalité issu de l’article de Wikipédia en anglais intitulé « Asano Sōichirō » (voir la liste des auteurs).